# Угорский Алексея Михайловича
Уго́рский Алексея Михайловича — жалованная золотая монета времён царствования Алексея Михайловича Тишайшего.

## История
До XVIII века Россия не имела собственной ходячей золотой монеты. Её функцию выполняли золотые дукаты, привозимые из Европы. Дукаты имели вес около 3,5 грамма и пробу около 980-й метрической. Преобладание монет венгерской чеканки стало причиной названия их «угорскими» на Руси, а позже так начали называть любую золотую монету близкую по весу дукату, даже если та была отчеканена в Москве. Чеканка собственной золотой монеты началась в правление Ивана III, однако золотые чеканились не для оборота: обычно ими награждали за военные подвиги.
Угорский Алексея Михайловича использовался как наградная монета для отличившихся полководцев и политических деятелей. Массово золотая монета в 1⁄4 угорского Алексея Михайловича использовалась для награждения казаков войска Богдана Хмельницкого.

## Описание монеты
На аверсе и реверсе монеты в центре в точечном круге изображение двуглавого орла с тремя коронами, со щитом с изображением всадника, поражающего копьём змея.
Круговая надпись на аверсе: БЖИЕЮМЛТИЮМЫВЕЛІКИІГД РЬЦРЬИВЕЛІКBIКНSЬ (БОЖИЕЮ МИЛОСТИЮ МЫ ВЕЛИКИЙ ГОСУДАРЬ ЦАРЬ И ВЕЛИКИЙ КНЯЗЬ).
Круговая надпись на реверсе: АЛЕЛСЪІМИХЯІЛОВИ ЧЬВСЕЯРУСИІСЯМОЖЕРЖЕЦЬ (ЦАРЬ И ВЕЛИКИЙ КНЯЗЬ АЛЕКСЕЙ МИХАИЛОВИЧ ВСЕЯ РУСИ САМОДЕРЖЕЦ).
Гурт гладкий.